# América Dourada
América Dourada es un municipio brasilero del estado de la Bahia.

## Geografía
Su población estimada en 2004 era de 16.956 habitantes.
Localizada en la Chapada Diamantina, a 430 km de Salvador, con acceso por la BA-052 (Conocida como Ruta del Frijol)

### Hidrografía
Bañada por el Río Jacaré, afluente del São Francisco. Importante para la actividad pesquera en la región.

### Carreteras
- BA-052

## Administración
- Prefecto: Agnaldo Oliveira Lopes(Guina) (2005/2012)
- Viceprefecto: Joelson Obispo Del Rosalho
- Presidente de la cámara: Marcus Dourado (2009/2012)

## Economía
En el inicio de la década de 1980 un pequeño grupo de inmigrantes Japoneses, viniendo de la colonia Japonesa JK, próximo a Salvador llegó a América Dourada e inició el plantío de frutas y verduras irrigadas, aprovechando las aguas del Río Jacaré, que al pasar en la sede del municipio obtiene el nombre de Vereda Romão Gramacho. Aquellos descendientes de japoneses fueron, por lo tanto, los pioneros de la agricultura irrigada en América Dourada.